# Абдрахманова Турсинхан
Турсинхан Абдрахма́нова (каз. Тұрсынхан Әбдірахманова; нар. 5 листопада 1921, Боко — пом. 11 жовтня 2003, Алмати) — казахська поетеса і літературознавець, доктор філологічних наук з 1981 року.

## Біографія
Народилася 5 листопада 1921 року в селищі рудника Боко (нині Жарминський район Абайської області Казахстану). Трудову діяльність розпочала 1941 року вчителькою, потім працювала директором школи. Протягом 1943—1949 років займала відповідальні пости: була першим секретарем Абайського, Аягузького райкомів комсомолу, завідуючою відділом Чарського райкому партії (член ВКП(б) з 1944 року). Після закінчення Вищої партійної школи при ЦК Компартії Казахстану працювала у Радянському райкомі партії міста Алмати. У 1950—1954 роках завідувала відділом редакції журналу «Қазақстан әйелдері».
1959 року закінчила Казахський державний університет імені Сергія Кірова в Алмати, згодом закінчила аспірантуру. Захистила кандидатську дисертацію на тему: «Лірика Ілляса Джансугурова». Працювала у Державному комітеті Ради Міністрів Казахської РСР з друку, у президії Академії наук Казахської РСР. Протягом 1969—1986 років — науковий співробітник Інституту літератури та мистецтва імені Мухтара Ауезова. 1981 року захистила докторську дисертацію на тему «Поетика Касима Аманжолова та її наступні зв'язки із сучасною казахською лірикою».
Померла в Алмати 11 жовтня 2003 року.

## Творчість
Авторка збірок віршів:
- «Пісня» (1959);
- «Пісня за піснею» (1962);
- «Чи знаєш ти їх?» (1963);
- «Зліт» (1966);
- «Душа моя — голуб» (1968);
- «Білий промінь» (1971);
- «Ключ» (1972);
- «Зрілість» (1974);
- «Ніжність» (1975);
- «Скринька перлин» (1975);
- «Мерей» (1981);
- «Примхлива» (1984);
- «Заповітне» (1984);
- «Вечір» (1987);
- «Поділюсь своєю таємницею» (1992).

Її твори перекладені російською, узбецькою, туркменською, таджицькою, киргизькою, вірмеською, українською, естонською, татарською, англійською, французькою, корейською, німецькою, іспанською, польською, китайською мовами.
Авторка досліджень про казахську літературу. Написала монографії: «Таємниця поета» (1965), «Поетика Касима Аманжолова» (1976).
Переклала казахською мовою повісті Євгена Юнга. В її перекладі у 1963 році вийшов роман Михайла Стельмаха «Кров людська — не водиця».

## Відзнаки
- Народна письменниця Казахської РСР з 1984 року;
- Нагороджена:
  - орденом «Знак Пошани»;
  - медалями «За доблесну працю у Великій Вітчизняній війні 1941—1945 рр.» та «За трудову відзнаку»[1];
  - грамотами Верховної Ради Казахської РСР[1];
- Лауреатка премій імені Чокана Валіханова та Академії наук Казахстану[1].

## Вшанування
- У селі Калбатау, районному центрі Жарминського району, письменниці встановлений пам'ятник[2];
- 5 листопала 2021 року, в честь 100-річчя письменниці, одну із вулиць в аулі Жанаозен Жарминського району місцеві жителі назвали іменем землячки[2].